# Primitive Man
| Recensione    | Giudizio |
| ------------- | -------- |
| Discogs       |          |
| All Music     |          |
| rateyourmusic |          |

Primitive Man è un album discografico del gruppo musicale australiano Icehouse pubblicato dalla Chrysalis Records nel 1982 e prodotto da Iva Davis e Keith Forsey. L'album contiene il singolo Hey' Little Girl.

## Tracce
Lato 1
Testi di Iva Davies.
1. Uniform – 4:10
2. Street Cafe – 4:10
3. Hey' Little Girl – 4:22
4. Glam – 3:20
5. Great Southern Land – 5:16

Lato 2
Testi di Iva Davies.
1. Trojan Blue – 4:59
2. Love In Motion – 3:34
3. Mysterious Thing – 4:22
4. One By One – 3:59
5. Goodnight, Mr. Matthews – 3:58